# Episodi di Fate: The Winx Saga (seconda stagione)
La seconda e ultima stagione della serie televisiva Fate: The Winx Saga, composta da 7 episodi,  è stata interamente pubblicata sulla piattaforma di streaming on demand Netflix il 16 settembre 2022.
| nº | Titolo originale                     | Titolo italiano                               | Pubblicazione     |
| -- | ------------------------------------ | --------------------------------------------- | ----------------- |
| 1  | Low-Flying Panic Attack              | Attacco di panico a bassa quota               | 16 settembre 2022 |
| 2  | Taken by the Wind                    | Portata dal vento                             | 16 settembre 2022 |
| 3  | Your Newfound Popularity             | La tua ritrovata popolarità                   | 16 settembre 2022 |
| 4  | An Hour Before the Devil Fell        | Un'ora prima che il Diavolo cadesse           | 16 settembre 2022 |
| 5  | Are You a Good Witch or a Bad Witch? | Tu sei una strega buona o una strega cattiva? | 16 settembre 2022 |
| 6  | Poor Unfortunate Souls               | Le persone più infelici                       | 16 settembre 2022 |
| 7  | All the Wild Witches                 | Tutte le streghe selvagge                     | 16 settembre 2022 |